# Ethan de Groot
Ethan de Groot (* 22. července 1998, Gold Coast) je ragbista hrající na levém pilíři za klub Otago Highlanders a za novozélandskou reprezentaci. Se svým současným klubem se dostal v roce 2021 do finále Super Rugby. 
S reprezentací získal 2. místo na MS 2023 a vyhrál s ní Rugby Championship v roce 2022 a 2023. Reprezentační premiéru zažil v červenci 2021 proti Fidži. První reprezentační pětku položil USA. 
Narodil se v Austrálii a jako malý se s rodinou přestěhoval na Nový Zéland.